# Фотиев, Альберт Аркадьевич
Альберт Аркадьевич Фотиев (12 апреля 1931 года, Свердловск — 29 сентября 1995 года, там же) — заведующий лабораторией Института химии твердого тела Уральского отделения РАН. Доктор химических наук, профессор; академик РАЕН, член-корреспондент Академии технологических наук; вице-президент Урало-Сибирского отделения Академии технологических наук.

## Биография
Окончил Уральский политехнический институт, инженер-металлург. Доктор химических наук (1972), профессор (1973).
Изобретатель СССР (1978), лауреат премии Всесоюзного химического общества им. Д. И. Менделеева (1974, 1977, 1978), действительный член Академии технологических наук РФ (1992), член-корреспондент РАЕН.
В 1955—1995 гг. — в УФАН СССР: с 1971 г. — заведующий лабораторией оксидных систем Института химии УФАН СССР (УрО РАН). Основной круг интересов — высокотемпературная химия оксидных систем и соединений, ещё конкретней — фазовый состав, индивидуальные соединения, диаграммы состояния, кинетика и термодинамика взаимодействия, физические, электрические и другие свойства, разработка технологических приемов получения соединений и материалов, разработка новых и совершенствование устаревших технологических процессов и др.
Под его руководством разработаны и внедрены технологии получения ванадия и никеля из отходов теплоэлектростанций, сложнолегированных электрокорундов на основе оксидов хрома, титана и циркония, сложных сверхпроводящих купратов, технология переработки конвертерных шлаков с получением оксида ванадия и др. Десятки фазовых диаграмм состояния и новые химические соединения, впервые описанные Альбертом Аркадьевичем, вошли в мировые справочники и широко цитируются.
Один из ведущих химиков страны, широко и глубоко занимавшихся оксидными системами и главный научный авторитет по кислородным соединениям ванадия. Принял участие как соавтор примерно в 100 изобретениях.
 Автор более 500 печатных работ, в том числе 19 монографий.
Является одним из 50 наиболее цитируемых ученых в области химической технологии и химической промышленности.
В 2010 году в издательстве Уральского отделения РАН вышла в свет монография «Люминесценция двойных ванадатов», подготовленная коллективом авторов Института химии твердого тела УрО РАН и УГТУ-УПИ имени Б. Н. Ельцина и посвященная памяти Альберта Аркадьевича Фотиева.

## Основные труды
- Кислородные ванадиевые соединения S-элементов и условия их образования — А. А. Фотиев. Уральский Политехнический Институт им. С. М. Кирова. г. Свердловск, 1970.
- Исследования кислородных ванадиевых соединений — А. А. Фотиев, М. П. Глазырин, В. Л. Волков и др. Уральский Политехнический Институт им. С. М. Кирова. г. Свердловск, 1970.
- Ванадиевые соединения щелочных металлов и условия их образования — А. А. Фотиев, А. А. Ивакин., Труды Института химии/АН СССР. Уральский филиал; Вып. 19, 1970.
- Аналитическая химия неорганических соединений — Отв. ред. А. А. Фотиев, Труды Института химии/АН СССР. Уральский филиал; Вып. 27, 1974.
- Синтез и свойства соединений редких элементов III—V групп — Отв. ред. А. А. Фотиев, Труды Института химии/АН СССР. Уральский филиал; Вып. 35, 1976.
- Ванадиевые кристаллофосфоры — А. А. Фотиев, Б. В. Шульгин, А. С. Москвин, Ф. Ф. Гаврилов; Отв. ред. акад. В. И. Спицын. Москва: Наука, 1976.
- Оксидные ванадиевые бронзы — А. А. Фотиев, В. Л. Волков, В. К. Капусткин. Москва: Наука, 1978.
- ЯМР в оксидных соединениях ванадия — Р. Н. Плетнев, В. А. Губанов, А. А. Фотиев. Москва: Наука. 1979.
- Ванадаты двухвалентных металлов — А. А. Фотиев, В. К. Трунов, В. Д. Журавлев. Москва: Наука, 1985.
- Танталаты трехвалентных металлов — Ф. А. Рождественский, М. Г. Зуев, А. А. Фотиев, В. И. Спицын. Москва: Наука, 1986.
- Ванадаты: Состав, синтез, структура, свойства — А. А. Фотиев, Б. В. Слободин, М. Я. Ходос. Москва: Наука, 1988.
- Окислительно-восстановительные взаимодействия оксидов ванадия III, IV и железа II с карбонатами натрия и кальция — А. А. Фотиев, В. В. Стрелков, В. Л. Кожевников. Институт химии твердого тела, 1990.
- Химия и технология высокотемпературных сверхпроводников — А. А. Фотиев, Б. В. Слободин, В. А. Фотиев. Уро РАН, 1994.
- Физико-химические основы переработки ванадийсодержащих концентратов с добавками пиролюзита — А. А. Фотиев, Л. Л. Сурат, В. А. Козлов. Институт химии твердого тела, 1994. ISBN 5-7691-0420-1

## Семья
- Жена — Вера Ивановна Фотиева (род. 1928), юрист СССР.
- Сын — Владислав Альбертович Фотиев (род. 1956), кандидат химических наук.
- Внуки — Дмитрий Владиславович Фотиев и Михаил Владиславович Фотиев.